# Mark-Almond
I Mark-Almond sono stati un duo britannico costituitosi nel 1970 e formato da Jon Mark e Johnny Almond.

## Storia
Prima di formare il duo Jon Mark e Johnny Almond hanno varie esperienze sia come session men che Almond come solista e Mark come componente del duo Jon e Alun prima e degli Sweet Thursday poi; il genere è un jazz-rock raffinato con influenze folk.
Con l'aiuto di alcuni musicisti tra cui Dannie Richmond (batterista collaboratore di Charles Mingus pubblicano i primi quattro album, molto riusciti (il quarto in parte registrato dal vivo) ma non di grande successo.
Dopo un periodo di pausa in cui Jon Mark pubblica un album come solista, Song for a Friend (1975), pubblicano nel 1976 To the Heart, riuscito solo in parte.
Other People Rooms del 1978 è invece nuovamente un disco riuscito.
Dopo altri due album il duo si scioglie.

## Discografia

### Album
- 1971 – Mark-Almond (Blue Thumb Records, BTS 27)
- 1971 – Mark-Almond II (Blue Tumb Records, BTS 32)
- 1972 – Rising (	Harvest, SHVL 809)
- 1973 – 73 (CBS Records, 32486)
- 1976 – To the Heart (ABC Records, ABCL 5183)
- 1978 – Other People Rooms (Horizon, AMLJ 730)
- 1980 – Tuesday in New York (Line Records, 6.24242)
- 1981 – The Last & Live (Line Records, 6.28538)

### Singoli
- 1971 – The City/The Ghetto (Blue Thumb Records, BTA 201)
- 1971 – One Way Sunday/The Bay (Blue Thumb Records, BTA 206)
- 1972 – What Am I Living For/Organ Grinder (Columbia Records, 4-45745)
- 1973 – Lonely Girl/Get Yourself Togetherr (Columbia Records, 4-45951)
- 1976 – New York State Of Mind/Trade Winds (ABC Records, SG 0049)
- 1978 – The City/Other People's Rooms (Horizon, K7388)

## Formazione
- Jon Mark – chitarra, basso, percussioni
- Johnny Almond – sax, flauto, percussioni, vibrafono

Altri musicisti
- Tommy Eyre – tastiere, chitarre, percussioni
- Dannie Richmond – batteria
- Roger Sutton – chitarra, percussioni, basso, violoncello
- Billy Cobham – batteria
- Bobby Torres – percussioni
- Ken Craddock – tastiere
- Greg Bloch – violino
- Geoff Condon – sax
- Colin Gibson – basso
- Wolfgang Metz – basso
- Alun Davies – chitarra